# Разборки в стиле кунг-фу
«Разборки в стиле кунг-фу» (англ. Kung Fu Hustle, пер. «Кунг-фу суета») — комедийный боевик 2004 года с использованием боевых искусств. Снят в соавторстве режиссёра и актёра Стивена Чоу с Цуй Баочжу и Джеффри Лау. Фильм представляет собой пародию на жанр уся, в котором большинство характеристик типичного уся-фильма сильно преувеличены, а серьёзные ситуации превращены в комические сюжеты. Действие происходит в 1930-х годах в Шанхае. Фильм получил рейтинг R по системе рейтингов Американской киноассоциации.
В фильме широко использованы спецэффекты. Картина на всём протяжении сопровождается традиционной китайской музыкой. 
Несмотря на то, что фильм снят с актёрами, вернувшимися после участия в гонконгских фильмах, эта картина резко контрастирует с другими фильмами о боевых искусствах, снятыми примерно в то же время и снискавшими значительный успех на Западе, такими, как «Крадущийся тигр, затаившийся дракон» и «Герой»
.
Фильм был выпущен 23 декабря 2004 года после двух лет производства и получил положительные отзывы от критиков. Он стал самым кассовым фильмом в истории Гонконга, и самым кассовым иностранным фильмом в США в 2005 году.

## Сюжет
Молодой мошенник-неудачник Син и его друг пытаются выжить в беспробудной нищете, используя для этого любые методы.
Син в детстве пробовал заниматься кунг-фу по книжке с изображением ладони, которую купил за последние деньги у уличного бродяги, и однажды заступился за немую девочку, у которой хулиганы хотели отобрать леденец. Он использует приём «Ладонь», которому посвящена вся его книга, но ничего не происходит, ему ещё мало лет и ещё нужно много тренироваться. Хулиганы избивают его, и он решает, что хорошим быть не стоит и лучше быть плохим, и в итоге вырастает хулиганом.
Весь город держит под контролем банда «Топоры», только на один район не распространено её влияние — это маленький бедный квартал «Свинарник». Туда и направляется Син со своим другом, чтобы немного поживиться, представившись членами преступной группы «Топоры». Но не всё оказывается так просто. В этой деревне даже дети оказываются не робкого десятка. Син, побитый женщиной, вынужден обратиться в бегство; при этом он привлекает внимание настоящих «топоров» к этому району.
В городе Син встречает девушку, которая торгует мороженым, он забирает у неё заработанные деньги, но она не кричит о помощи — она немая, она достаёт и показывает ему тот самый леденец, из-за которого он заступался за неё в детстве, у неё наворачиваются слёзы на лице, но Сина это не трогает: он выбрал другой путь — путь плохого человека, потому что только так, по его мнению, можно выжить в современном мире. Он убегает от неё с деньгами.
В этот момент банда «Топоров» пытается взять под контроль «Свинарник», но у них ничего не получается, потому что, помимо тайно живущих в «Свинарнике» трёх мастеров кунг-фу, уставших от внешнего мира, знаниями кунг-фу обладают также и хозяева квартала — муж и жена, удалившиеся от дел после гибели в битве их сына. С ними не могут справиться даже наёмные киллеры — прирождённые мастера кунг-фу, использующие в качестве оружия мощные звуковые волны, извлекаемые из струн своего музыкального инструмента. «Топоры» идут на отчаянные меры и, используя Сина, освобождают из тюрьмы-психушки самого сильного мастера кунг-фу по прозвищу «Зверь», Последнего Короля Убийц, который разочаровался в жизни из-за отсутствия достойных соперников.
Узнав, что такие существуют, он помогает «топорам» и вызывает на бой хозяйку «Свинарника» и её мужа. Хозяйка использует приём «Львиный Рык», который никто не может выдержать с неприкрытыми ушами, но этого против Зверя недостаточно, тогда Хозяйка и Хозяин разбивают стоящий рядом похоронный колокол размером с человека и используют его в качестве рупора совместно с «Львиным рыком» хозяйки, в результате чего он усиливается и разносит в щепки почти всё казино. Зверь говорит, что сдаётся, но достаёт тайное оружие и выстреливает в мастеров иголками. Все трое сплетаются в сложнейшем клинче. В этот момент Син понимает, что выбрал не ту сторону и отказывается от «топоров». Выбрав для себя светлый путь, он пытается помочь хозяевам «Свинарника» в борьбе со Зверем, но этого недостаточно и они с телом израненого Сина вынуждены скрыться бегством.
Син сильно ранен, и другой бы на его месте давно умер, но его тело обладает особой силой — он прирождённый мастер кунг-фу. Син очень быстро выздоравливает и обретает знания кунг-фу, используя которые, побеждает банду «топоров» и Зверя в финальном поединке: Зверь использует приём «Жаба» и мощным толчком выкидывает Сина в верхние слои атмосферы, откуда тот падает вниз, но, используя приём «Ладонь, падающая с Небес», припечатывает к земле Зверя так сильно, что тот не может пошевелиться, а вокруг него проваливается земля в виде многометровой ладони. Син повторяет приём с ладонью, в здании за Зверем образуется сквозная дыра в форме ладони в несколько метров, а игольчатое секретное оружие Зверя Син запускает в небо, как игрушечный вертолёт в виде цветка. Зверь падает перед Сином на колени и признаёт в нём настоящего мастера боевых искусств и своего учителя.
Спустя некоторое время Син и его друг открывают магазин сладостей для детей, где продают такие же леденцы, как те, которые были у них в детстве, и встречает немую девушку.

## В ролях
- Стивен Чоу (Син) — главный герой, по сценарию неудачник по жизни, и который стремится присоединиться к банде «топоров».
- Юань Ва (Хозяин «Свинарника») — Является мастером тайцзицюань.
- Юань Цю (Хозяйка «Свинарника») — эгоистичная и властная женщина, курильщица, мастер кунг-фу, обладающая приёмом «Львиный Рык».
- Дэнни Чэнь Гокунь (Брат Сум) — лидер «банды топоров».
- Лян Сяолун (Лёнг Сиулунг) — Лучший, известный крупнейший в мире убийца.
- Чжао Чжилин (Цзиу Цзилинг) — Портной из «Свинарника», мастер кунг-фу стиля хунгар.
- Дун Чжихуа — Пекарь в «Свинарнике», мастер кунг-фу в отставке.
- Синъюй — Носильщик в «Свинарнике», мастер кунг-фу стиля «12 дорожек таньтуй».
- Линь Сюэ (Лам Сют) и Лян Сяо — Высокопоставленные члены банды Топоров.
- Линь Цзыцун — Кость (Гу), друг Сина.
- Хуан Шэнъи — Фан (Фонг), немая девушка, торгующая мороженым.
- Тянь Цивэнь (Тхинь Кхаимань) — Советник Брата Сума.
- Цзя Канси (Га Хонгхэй) и Фэн Кэань (Фунг Хак-он) — Двое убийц, нанятые, чтобы уничтожить Носильщика, Портного и Пекаря. Их оружием является «китайская арфа».
- Юань Сянжэнь (Юнь Чхёнгъянь) — Нищий, который продал книгу-руководство по стилю буддийская ладонь.

## Награды
Фильм «Разборки в стиле кунг-фу» получил большое количество наград в номинациях на Hong Kong Film Awards and Golden Horse Awards в 2005. Он был номинирован на 16 и завоевал 6 наград:
- Лучший фильм
- Лучший актёр второго плана (Юань Хуа)
- Лучшие звуковые эффекты
- Лучшие спецэффекты
- Лучшая хореография
- Лучший монтаж[5]

В Golden Horse Awards фильм получил 10 номинаций и 5 наград:
- Лучший фильм
- Лучший режиссёр (Стивен Чоу)
- Лучшая актриса второго плана (Юань Цю)
- Лучшие спецэффекты
- Лучший грим и костюмы[6]

Кроме того, фильм был номинирован на Золотой глобус за лучший иностранный фильм, а также BAFTA за лучший фильм не на английском языке.

## Кассовые сборы
Показ фильма начался в Гонконге 23 декабря 2004 года, и получил $4 990 000 на день его премьеры. Он находился в топе кассовых сборов на 2004 год и в начале 2005 года, в конечном итоге кассовые сборы составили $60 миллионов. Эти кассовые сборы сделали его самым кассовым фильмом в истории Гонконга, превысив предыдущий рекорд Стивена Чоу с фильмом Шаолиньский футбол.
В Нью-Йорке и Лос-Анджелесе кинопрокат фильма начался с ограниченных двухнедельных показов 8 апреля 2005 года, прежде чем был широко выпущен в прокат в Северной Америке с 22 апреля. В первую неделю ограниченного показа в семи кинотеатрах страны, кассовые сборы составили 269 225 долл. США (US $ 38 461 за экраном). Когда показ был увеличен до широкого релиза в 2503 кинотеатрах (наибольшее число кинотеатров для фильма на иностранном языке), то сделал 6 749 572 долл. США (US $ 2696 на экране), в конечном итоге кассовые сборы составили US $ 17 108 591 за 129 дней. В общем, фильм по всему миру собрал 101 104 669 долларов. В то время как фильм не является блокбастером, ему удалось стать самым высокодоходным иностранным фильмом в Северной Америке в 2005 году, а затем ещё и на DVD.